# Альбрехтсен, Мартин
Ма́ртин А́льбрехтсен (дат. Martin Albrechtsen; род. 31 марта 1980, Верлёсе, Копенгаген) — датский футболист, центральный защитник.

## Карьера
Свою карьеру Мартин начал в клубе «АБ», где играл четыре года. Потом он перешёл в «Копенгаген», на тот момент сильнейший клуб страны. Своей неплохой игрой и стабильной надежностью в центре обороны он привлек внимание различных скаутов из разных клубов Европы, и в 2004 году он перешёл в «Вест Бромвич», где отыграл 4 года. В 2008 году уходит в «Дерби Каунти», где играет один сезон и возвращается на родину, в клуб «Мидтьюлланн». Но там он не имеет той игровой практики, которая у него была раньше. А 15 августа 2012 года датчанин подписывает контракт с клубом «Брондбю».

## Статистика

### Матчи Альбрехтсена за сборную Дании
| Матчи Альбрехтсена за сборную Дании | Матчи Альбрехтсена за сборную Дании | Матчи Альбрехтсена за сборную Дании | Матчи Альбрехтсена за сборную Дании | Матчи Альбрехтсена за сборную Дании | Матчи Альбрехтсена за сборную Дании |
| ----------------------------------- | ----------------------------------- | ----------------------------------- | ----------------------------------- | ----------------------------------- | ----------------------------------- |
| №                                   | Дата                                | Соперник                            | Счёт                                | Голы Альбрехтсена                   | Соревнование                        |
| 1                                   | 25 апреля 2001                      | Словения                            | 3:0                                 | —                                   | Товарищеский матч                   |
| 2                                   | 20 ноября 2002                      | Польша                              | 2:0                                 | —                                   | Товарищеский матч                   |
| 3                                   | 2 апреля 2003                       | Босния и Герцеговина                | 0:2                                 | —                                   | Чемпионат Европы 2004 (отбор)       |
| 4                                   | 15 ноября 2006                      | Чехия                               | 1:1                                 | —                                   | Товарищеский матч                   |

Итого: 4 матча / 0 голов; 2 победы, 1 ничья, 1 поражение.